# Antisociale persoonlijkheidsstoornis
De antisociale persoonlijkheidsstoornis en in de ICD-10 de dissociale persoonlijkheidsstoornis is een persoonlijkheidsstoornis die wordt gekenmerkt door een patroon van veronachtzaming of schending van de rechten van anderen en door impulsief en antisociaal gedrag. Er is vaak sprake van een gebrekkig geweten en normbesef en van een geschiedenis van crimineel, agressief en/of impulsief gedrag en juridische problemen. In de samenleving heeft ongeveer 3% van de mannen en minder dan 1% van de vrouwen de antisociale persoonlijkheidsstoornis (volgens de DSM-IV). Vroeger werd deze stoornis ook wel sociopathie of sociopathische persoonlijkheidsstoornis genoemd.

## Classificatie

### DSM IV-TR
Het DSM-IV definieert de antisociale persoonlijkheidsstoornis als een pervasief patroon van veronachtzaming en schending van de rechten van anderen dat zich openbaart vanaf het 16e levensjaar.
De diagnose dient aan de volgende voorwaarden te voldoen:
A: Een algeheel patroon van gebrek aan achting voor en schending van de rechten van anderen, vanaf het vijftiende jaar aanwezig en tot uiting komend in diverse situaties, zoals blijkt uit drie (of meer) van de volgende kenmerken:
- niet in staat zich te conformeren aan de maatschappelijke norm dat men zich aan de wet moet houden, zoals blijkt uit het bij herhaling tot handelingen komen die een reden voor arrestatie kunnen zijn
- oneerlijkheid, zoals blijkt uit herhaaldelijk liegen, het gebruik van valse namen of anderen bezwendelen ten behoeve van eigen voordeel of plezier
- impulsiviteit of onvermogen ‘vooruit te plannen'
- prikkelbaarheid of agressiviteit, zoals blijkt uit bij herhaling komen tot vechtpartijen of geweldpleging
- roekeloze onverschilligheid voor de veiligheid van zichzelf of anderen
- constante onverantwoordelijkheid, zoals blijkt uit het herhaaldelijk niet in staat zijn geregeld werk te behouden of financiële verplichtingen na te komen
- gebrek aan berouw, zoals blijkt uit de ongevoeligheid voor of het rationaliseren van het feit anderen gekwetst, mishandeld of bestolen te hebben

B: De leeftijd is ten minste achttien jaar.
C: Er zijn aanwijzingen voor een gedragsstoornis beginnend vóór het vijftiende jaar.
D: Het antisociale gedrag komt niet uitsluitend voor in het beloop van schizofrenie of manische episodes.

### ICD-10
De WHO's International Statistical Classification of Diseases and Related Health Problems, tenth edition (ICD-10) beschrijft de dissociale persoonlijkheidsstoornis. Voor een diagnose moet aan ten minste drie van de onderstaande criteria zijn voldaan:
- Een harteloze ongevoeligheid voor de gevoelens van anderen
- Onverantwoordelijkheid en een langdurige onverschilligheid voor sociale normen, waarden en regels
- Een onvermogen tot het aangaan van langdurige relaties, hoewel er geen moeite is met het aangaan van relaties
- Lage frustratie-tolerantie en een lage drempel voor agressie
- Onvermogen tot het ervaren van schuld of om te leren uit ervaring, bijvoorbeeld straf
- Bereidheid om anderen de schuld te geven of het rationaliseren van het schadelijke gedrag

De aandoening beschrijft de ICD-versie van de antisociale persoonlijkheidsstoornis, maar de aandoening is niet hetzelfde als de antisociale gedragsstoornis.

### Comorbiditeit
Een antisociale persoonlijkheidsstoornis gaat vaak samen met een of meer van de volgende psychische aandoeningen:
- Angststoornissen
- Klinische depressie
- Stoornis in de impulsbeheersing
- Periodieke explosieve stoornis
- Middelenmisbruik
- Reactieve hechtingsstoornis
- Somatisatiestoornis
- ADHD en ADD
- Borderline-persoonlijkheidsstoornis
- Theatrale persoonlijkheidsstoornis
- Narcistische persoonlijkheidsstoornis
- Sadistische persoonlijkheidsstoornis
- Paranoïde persoonlijkheidsstoornis

## Kenmerkend gedrag
Mensen met een antisociale persoonlijkheidsstoornis zijn vaak heel charmant en innemend, maar ze kunnen door impulsiviteit en gebrek aan inlevingsvermogen snel in conflicten terechtkomen. Ze zijn niet bang aangelegd en hebben moeite de consequenties van hun handelingen in te zien. Berouw, empathie of schuldgevoel komt bij AsPS-lijders niet of slechts in verminderde mate voor omdat zij niet of in verminderde mate kunnen empathiseren met anderen; dat wil zeggen dat het inlevingsvermogen en het vermogen om zich in een ander te verplaatsen verminderd aanwezig is of geheel ontbreekt. Het uit zich vooral door versterkt egocentrisch gedrag, waarbij het eigenbelang vaak of altijd boven dat van anderen prevaleert. Personen met deze persoonlijkheidsstoornis hebben meestal geen problemen met het uitbuiten van anderen voor hun eigen voordeel of plezier en kunnen manipulatief of bedrieglijk zijn tegenover anderen. Ze bereiken dit door middel van humor, oppervlakkige charme of intimidatie en geweld. AsPS-lijders gedragen zich vaak arrogant, denken negatief over anderen en hebben een gebrek aan berouw voor hun schadelijke handelingen. Typerend voor iemand met een antisociale persoonlijkheidsstoornis, is bijvoorbeeld het aanwenden van "sociaal wenselijk gedrag" om uit eigenbelang een doel te bereiken, ook al gaat dat ten koste van de ander. Hiermee onderscheidt de persoonlijkheidsstoornis zich duidelijk van andere stoornissen die de emoties en de empathische vermogens negatief beïnvloeden. Bij AsPS is het antisociale gedrag echter geen bewuste keuze, hoewel dit vaak wel zo overkomt op de omgeving.
Het komt ook voor dat een AsPS-patiënt zich aardig en sociaalvoelend voordoet. Dit noemt men "aangeleerd sociaal wenselijk gedrag"; dit is echter slechts cognitief, verstandelijk en rationeel aanwezig: het komt niet voort uit intrinsieke emoties. Toch kan het sociaal wenselijke gedrag ook aangewend worden op manieren die ertoe leiden dat de patiënt dermate socialiseert, dat hoewel van genezing geen sprake is, het aangeleerde gedrag als copingmechanisme de patiënt het gedrag laat vertonen dat zeer nauw overeenkomt met dat van een gezond persoon, ook in het voordeel van de omgeving. Het is een misverstand dat iedereen met een antisociale persoonlijkheidsstoornis ongeneeslijk ziek is, als dat wordt uitgelegd als niet voor verbetering vatbaar. 
Een heel specifiek verschijnsel bij AsPS is in bepaalde gevallen het ziekelijk liegen. Een patiënt kan een uitgebreid web van leugens vertellen ten behoeve van zijn eigen voordeel of plezier. Hij of zij kan ook iemand financieel voordeel of romantiek in het vooruitzicht stellen, terwijl het verantwoordelijkheidsgevoel om aan de geschapen verwachtingen te voldoen volledig ontbreekt. Het komt voor dat het liegen zodanig een tweede natuur geworden is, dat de personen in kwestie liegen terwijl zij er geen concreet plan of doel voor hebben. Opvallend is voorts dat zij zich enerzijds in de slachtofferrol kunnen opstellen en anderzijds zich voor kunnen doen als iemand met succes.

## Criminaliteit
Crimineel gedrag is niet noodzakelijk voor de diagnose, maar lijders aan AsPS komen vaker dan gemiddeld in aanraking met politie en justitie door hun veronachtzaming van de normen en waarden in de maatschappij en de rechten van anderen. Een gebrekkig of verstoord inlevingsvermogen is hiervan een belangrijke oorzaak. Het is echter onjuist om alle criminelen af te doen als AsPS-lijders: veel criminelen hebben geen AsPS en omgekeerd zijn veel AsPS-lijders niet crimineel.
Sommigen zijn van mening dat mensen die buitengewoon goed presteren in de maatschappij kenmerken van AsPS vertonen, omdat ze minder moeite zouden hebben met het nemen van harde beslissingen: oppervlakkige charmes worden dan bijvoorbeeld gezien als inspirerende kwaliteiten, gevoelsarmoede wordt zakelijkheid, impulsiviteit wordt "knopen durven doorhakken" en weerbarstigheid wordt assertiviteit en doorzettingsvermogen.
Opmerkelijk is vaak ook hun perfecte inschatting van de situatie en hun slimme kijk op dingen.

## Gradaties
Net als andere persoonlijkheidsstoornissen valt de antisociale persoonlijkheidsstoornis in een spectrum, wat betekent dat de ernst per persoon kan verschillen. Het gedrag kan variëren van incidenteel slecht gedrag tot het herhaaldelijk overtreden van de wet en zelfs tot het plegen van zeer ernstige misdrijven zoals moord.

## Oorzaken
De oorzaken van de antisociale persoonlijkheidsstoornis zijn in drie groepen te verdelen. Doorgaans is een combinatie van deze factoren aanwezig bij personen met een antisocialepersoonlijkheidsstoornis:
Emotionele verwaarlozing
Door een opvoeding waarin geborgenheid en genegenheid, met name in de baby- en peuterfase, onvoldoende aanwezig is, kan er een persoonlijkheidsstructuur ontstaan waarin de socialisatie onvoldoende is en het ik-gevoel (egocentrisme) op de voorgrond komt te staan. Deze verstoring en onevenwichtigheid kan later door antisociaal gedrag zichtbaar worden. Vrijwel altijd is op weg naar de volwassenheid een gedragsstoornis opgetreden, met name antisociale gedragsstoornis. In de vroege jeugd kan als gevolg van emotionele verwaarlozing een reactieve hechtingsstoornis zijn ontstaan.
Organische oorzaken
Hersenontsteking, hersenvliesontsteking en andere ernstige hersenbeschadigingen door ongelukken, zuurstofgebrek of vergiftigingen door een verslavingsziekte, kunnen tot een zodanige karakterverandering leiden dat een verpsychopathiseerde persoonlijkheid ontstaat.
Erfelijkheid
In bepaalde situaties kan gedacht worden dat psychopathie mede een erfelijke oorzaak heeft. Welke beschadiging of afwijking in de structuur van hersencellen hierbij een rol speelt, is onvoldoende bekend. Hoge testosteron-gehaltes tijdens de zwangerschap spelen mogelijk ook een rol.
Een persoon met een antisociale persoonlijkheidsstoornis is meestal opgegroeid in een moeilijk, instabiel gezin in combinatie met een gebrek aan ouderlijke zorg en middelenmisbruik. Als een gevolg van deze problemen waren AsPS-lijders vaak al op jonge leeftijd bekend bij sociale diensten.

## Behandeling
Mensen die lijden aan een antisociale persoonlijkheidsstoornis worden vaak verkeerd begrepen door professionals en soms ook gediscrimineerd als gevolg van de symptomen van de aandoening. Het gebrek aan berouw en de onjuiste veronderstelling dat AsPS-lijders geen gevoelens hebben, kan moeilijkheden geven in de behandeling. De meeste AsPS-lijders komen via de rechterlijke macht of familieleden terecht bij de geestelijke gezondheidszorg.
Voorheen werd gedacht dat er weinig succesvolle behandelmethoden waren voor een antisociale persoonlijkheidsstoornis. Er werd daarbij vermoed dat behandelingen de patiënt juist de gelegenheid gaven zijn of haar antisociale vaardigheden te verbeteren.
Uit voorlopige resultaten van een onderzoek aan de Universiteit Maastricht dat werd gepubliceerd in 2012 bleek echter dat mensen met een antisociale persoonlijkheidsstoornis mogelijk baat hebben bij schematherapie. Het onderzoek werd uitgevoerd bij patiënten van tbs-klinieken in Nederland. De kans op recidive daalde en de proefpersonen die de therapie ondergingen mochten gemiddeld 103 dagen eerder op proefverlof. Er werd ook een vooruitgang in het emotioneel functioneren geboekt: ze hadden een diepere band met anderen en waren minder agressief.
Cognitieve gedragstherapie (CGT) is bewezen effectief voor mensen met een lichte vorm van antisociale persoonlijkheidsstoornis. Het is een misverstand dat mensen met een antisociale persoonlijkheidsstoornis zich niet bewust zijn van hun stoornis en hun gedrag niet willen verbeteren of nooit behandeling zullen aanvaarden of zoeken.

## Prognose
Patiënten die lijden aan een antisociale persoonlijkheidsstoornis hebben een hogere kans op vroegtijdig overlijden als gevolg van moord of zelfmoord, roekeloos gedrag of seksueel overdraagbare aandoeningen. Vaak neemt de heftigheid van de stoornis toe in de puberteit en vroege volwassenheid en weer af rond of voor het veertigste levensjaar. In ernstige gevallen verblijft een AsPS-lijder zijn of haar hele leven in een beveiligde instelling of een tbs-kliniek.

## Sociopathie
Iemand met een antisociale persoonlijkheidsstoornis lijdt aan sociopathie, een verouderde term die van een nieuwe betekenis werd voorzien door de psychiater Robert Hare. De aandoening is volgens Hare niet hetzelfde als de psychopathische persoonlijkheidsstoornis. Wel worden AsPS-lijders soms ook secundaire psychopaten, pseudopsychopaten en factor 2-psychopaten genoemd.
Sociopathie of AsPS ontstaat als gevolg van een genetische aanleg voor psychopathie die pas tot uiting kwam als gevolg van omstandigheden. Een sociopaat had in feite een normaal en gezond persoon kunnen zijn, maar de emotionele en persoonlijkheidsontwikkeling werd verstoord als gevolg van externe factoren waardoor een genetische aanleg tot uiting kwam in de vorm van pseudo-psychopathisch gedrag. Externe factoren kunnen bijvoorbeeld kindermishandeling, verwaarlozing, armoede, frontaal syndroom en aangeleerd gedrag zijn. De aandoening kenmerkt zich vooral door emotionele problemen, impulsiviteit en antisociaal gedrag. In tegenstelling tot een psychopaat is een sociopaat in staat tot emotionele gehechtheid en schuldgevoel. Een sociopaat is in staat tot empathie, maar slechts voor een beperkt aantal mensen.. In de kindertijd en jeugd kunnen er zich symptomen van het ontremde type van de reactieve hechtingsstoornis (ICD-10) hebben voorgedaan.
Een hoogfunctionerende sociopaat of AsPS-lijder is een sociopaat zoals hierboven beschreven is, maar in combinatie met psychopathische trekken zoals welbespraaktheid, hoge verbale intelligentie, oppervlakkige charme en afwezigheid van impulsiviteit, of ze zijn in staat om hun antisociale gedrag duidelijk te verminderen wanneer het hen uitkomt. Een hoogfunctionerende sociopaat is net als de "normale" sociopaat in staat tot emotionele banden en schuldgevoel. Een hoogfunctionerende sociopaat heeft juist door zijn of haar psychopathische eigenschappen een functioneler bestaan en meer controle over impulsen, waardoor er minder problemen zijn in het sociaal en beroepsmatig functioneren.